# Sainte-Colombe (Sekwana i Marna)
Sainte-Colombe – miejscowość i gmina we Francji, w regionie Île-de-France, w departamencie Sekwana i Marna.
Według danych na rok 1990 gminę zamieszkiwało 1555 osób, a gęstość zaludnienia wynosiła 191 osób/km² (wśród 1287 gmin regionu Île-de-France Sainte-Colombe plasuje się na 540. miejscu pod względem liczby ludności, natomiast pod względem powierzchni na miejscu 478.).